# Серена Садерлин
Срерна Садерлин је измишљени лик који је тумачила Елизабет Ром у дугогодишњој НБЦ-овој драмској серији Ред и закон. Појавила се у 85 епизода.

## О лику
Садерлинова је дошла у окружно тужилаштво у епизоди "Ко је пустио псе?" 2001. године као помоћница окружног тужиоца у којоој је заменила Еби Кармајкл (Енџи Хармон). Радила је под окружним тужиоцима Нором Луин (Дајен Вист) и Артуром Бренчом (Фред Далтон Томпсон) и извршним помоћником окружног тужиоца Џеком Мекојем (Сем Вотерстон). Она је други ПОТ са најдужим стажом у повестии серије, одслуживши три целе и пола четврте сезоне.
Садерлинова се често не слаже са Мекојем око њихових стратегија на суђењима у случајевима када кривично дело оптуженог види као нуспроизвод друштвених прилика попут бескућништва или родизма. Она је у посебно тешким односима са Бренчом, конзервативцем који је заменио Луинову на месту окружног тужиоца 2002. године. Међутим, има неких нијанси у њеним политичким погледима: заузима чврст став против противзаконитих сеоба, а Мирандино упозорење види као „отрцано“ и „шупљу формалност“.

## Значајни сукоби у серији
У епизоди "ДР 1-102" 2002. године, Садерлинова је изведена пред Дисциплински одбор жалбеног суда Њујорка након што је обећала да ће обезбедити правну помоћ осумњиченом за убиство који је узео таоце како би га натерала да их ослободи. Мушкарац је држао нож једној жени под грлом и затражио заступника. Садерлинова, која се случајно нашла у том подручју, добровољно се пријавила да уђе у продавницу у којој се одвијало талачко стање како би преговарала о ослобађању талаца. Будући да је мушкарац затражио заступника, одбор је покушао да прикаже поступке Садерлинове као лажне, будући да се она наводно представила као његова заступница (што је она порицала), а у ствари је била помоћница окружног тужиоца. Мекој, који је пред одбор изведен у епизоди "Чудовиште" 1998. године, заступао ју је. Укорена је, али је задржала правну дозволу.
У неколико епизода је приказано како се Садерлинова противила казни смрти што ју је често доводило у тежак етички положај током сарадње са Мекојем и Бренчом који ту казну подржавају.

## Одлазак и сексуалност
Ромова је напустила серију средином петнаесте сезоне, а последњи пут се појавила у епизоди "Није то љубав". Њу је заменила Александра Борџија (Ени Перис).
Њен одлазак био је вредан помена због изненађујућег разговора између Садерлинове и Бренча у последњем призору епизоде.  На крају епизоде Бренч даје отказ Садерлиновој јер сматра да је превише наклоњена окривљенима и да њена осећања ометају гледање на чињенице. Запањена Садерлинова је застала на тренутак, а затим питала: "Је л' то због тога што сам лезбeјка?" Затечен оптужбом, Бренч одговара: "Не. Наравно да не. Не." Њен последња реченица била је „Добро. Добро“. Ово је један једини случај да је Садерлиновој хомосексуалност икада била изричито поменута, иако је било суптилних наговештаја у ранијим епизодама.
У епизоди "Вероватно девојка" 2002. године, док је разговарала са педером осумњиченим убиство, примећује "Излазак мора да буде прилично тешка ствар без обзира на разумевање родитеља", али она примедбу формулише као хипотетичку изјаву и на тај начин избегава закључак да је она таква осећања доживљавала лично. У епизоди "Гувернерова љубав" 2004. године, нелагодно јој је случај у којем Мекој успешно покушава да истосполни бракови буду проглашени противзаконитим у Њујорку како би сведочење добио од супружника педера оптуженог. Садерлинова се томе успротивила и одбила да му помогне, али њена полно опредељење никада није поменуто. Поменула је у једној епизоди да се забављала са једним дечком док је била у средњој школи и да је он сад сенатор Њујорка.
Одлуку да се Садерлиновој хомосексуалност објави само када је лик напустио серију, су јако осудили и обожаваоци и критичари. Дејна Стивенс из часописа Слејт назвала је реченицу „јефтином вратоломијом“, као што су то учинили Роберт Бјанко из часописа САД данас и бројни обожаваоци. Директор медија Педерско-лезбијски савез против клевета (ПЛСПК) изјавио је критичарки телевизије Чикагаго Трибуне Морин Рајан, „За серију која обично користи хомосексуалце и лезбијке као сензационалне уређаје заплета, заиста је разочаравајуће да један од главних ликова пет секунди пре него што напусти серију изађе из ормара.“ Рајановој је такође навео као „типичну“ опаску обожавалаца са форума Јуниверзал телевизије који је гласио: „Никада раније у серији нису разговарали о њеној сексуалности и одједном је лезбијка у последње две реченице? Ужасна одлука сценариста.“ Тим Гудман из часописа Хроника Сан Франсицка придружио се онима који су тај потез назвали „јефтиним вратоломијом“, додајући „али ево зашто то није успело: ко зна било шта о хомосексуалцима зна да ниједна лезбијка не би могла икада бити толико лоше одглумљена.“ Дајен Халовеј из часописа Остински Амерички државник била је једна од многих критичара који су одлучили да одговоре на питање Садерлинове на екрану, док ју је цитирала као трећакињу списка "Најнеугоднији глумци на телевизији".
Отишла и готово заборављена, али предодређена да живи у бескрајним репризама на ТНТ-у . Ова 'широкоока' глумица 'са заморном монотоношћу замало је уништила једну од мојих омиљених серија, тетурајући се и углавном не делујући као помоћница окружног тужиоца Садерлин четири сезоне. Њена последња реченица након отказа била је једина која се памти у њеној каријери: 'Је л' то због тога што сам лезбијка?' Не, госпођо Ром. То је зато што немате дара.— 
Критичар Кевин Томпсон из друштва Објаве са Палмине плаже слично је одговорио, "Не, то је зато што сте роботска глумица." 
Творац серије Дик Волф касније је на турнеји за штампу Удружења телевизијских критичара објаснио да се посаветовао са Ромовом пре него што је написао призор - једини призор чији је аутор Волф на делу - рекавши, „Да ли желите да одете уз прасак или цвиљење?“ Призор је описао као „несумњиво тренутак хладног туша. А чињеница да о томе разговарамо показује да мислим да је то функционисало као тренутак хладног туша“. Волф је такође приметио ефикасност уређаја извештавајући да се главна онлајн соба за ћаскање о серији срушила 15 минута по завршетку епизоде“, иако се критичар Алан Пергамент у својој рубрици нашалио да одговор није стигао зато што су га гледаоци одобрили већ „зато што су многи обожаваоци мислили да је крај епизоде злочин“.

## Критички пријем
ТВ водич назвао је Ромаову "вероватно најнеуспешнијом глумицмом" у првих 18 година серије, а Бен Катнер написао је "плешемо на улици" о њеном одласку. Дасин Ролс из часописа Паџиба описао је Ромову као „ужас“ и „катастрофу“. Часопис Недељна забава назвао је тумачење и лик Ромове „удрвљеним“. Интернет страница AfterEllen.com је известила да је Садерлинова била „један од несклонијих ликова у серији“ због свог „хладног и роботског“ приказивања.